# Prvenstvo Anglije 1935
Prvenstvo Anglije 1935 v tenisu.

## Moški posamično
Fred Perry :  Gottfried von Cramm, 6-2, 6-4, 6-4

## Ženske posamično
Helen Wills Moody :  Helen Hull Jacobs, 6-3, 3-6, 7-5

## Moške dvojice
Jack Crawford /  Adrian Quist :  Wilmer Allison /  John Van Ryn, 6–3, 5–7, 6–2, 5–7, 7–5

## Ženske dvojice
Freda James /  Kay Stammers :  Simone Mathieu /  Hilde Krahwinkel Sperling, 6–1, 6–4

## Mešane dvojice
Dorothy Round  /  Fred Perry :  Nell Hall Hopman /  Harry Hopman, 7–5, 4–6, 6–2